# Félix Le Couppey
Félix Le Couppey, né le 14 avril 1811 à Paris, où il est mort le 4 juillet 1887, est un pianiste, compositeur et professeur de musique français.

## Biographie
Le Couppey étudie au Conservatoire de Paris avec Victor Dourlen. Il reçoit le premier prix de piano en 1825 et les prix d’harmonie et d’accompagnement de piano en 1828.
En 1831, âgé seulement de dix-sept ans, il devient professeur assistant d’harmonie. En 1837, il devient professeur de solfège, puis succède à Dourlen, en 1843, comme professeur d’harmonie et d’accompagnement. De 1854 à 1886, Il enseigne le piano et rédige une grande quantité de manuels pour cet instrument.
On compte au nombre ses élèves, l'organiste Édouard Batiste, le compositeur Émile Jonas, les pianistes Cécile Chaminade et Mathilde Bernard-Laviolette, ainsi qu'Amanda Courtaux, compositrice et professeure de musique, et Henri Verley, professeur de musique et compositeur.

## Œuvres
- Cours de piano :
  - no 1 : A B C du piano pour débutants (sans op)
  - no 2 : L'Alphabet (25 études op 17)
  - no 2 bis : Études primaires (op 10)
  - no 3 : Le Progrès (25 études faciles op 24)
  - no 3 bis : Études chantantes (op7)
  - no 4 : Le Rythme (25 études sans octave op 22)
  - no 5 : L'Agilité (25 études progressives op 20, composé pour Mesdemoiselles De CHATEAUBOURG)
  - no 5 bis : Préface à la vélocité de CZERNY (15 Études op 26)
  - no 6 : Le Style (25 études de genre op 21)
  - no 7 : La Difficulté (15 études pour délier les doigts op 25)
  - no 8 : École du mécanisme du piano (15 exercices, sans op)
  - no 8 bis : gammes et arpèges (extraits du no 8, sans op)
  - no 9 : La virtuosité (50 études difficiles, sans op)
- L'Art du piano (50 études prises dans les œuvres de maîtres célèbres)
- Chants du cœur : 3 romances sans parole pour Piano (op 12) (Le rêve, Souvenir d'enfance, Simple histoire)
- Les matinées musicales : 12 morceaux de salon transcrits
- Le recueil des pianistes : 12 morceaux de concert pris dans les maîtres
- Le Décaméron : 10 études difficiles prises dans divers auteurs
- J-S BACH : 20 pièces classées par progression de difficultés
- J-S BACH : 6 fugues mises en partition, analysées et doigtées.
- Le recueil des enfants : 20 morceaux très faciles à 2, 3 ou 4 mains

Livres :
- La littérature du Piano : Histoire des Clavecinistes et des Pianistes célèbres depuis XVIe siècles et jusqu'à Beethoven, avec celle de Chopin en appendice. Texte et Musique.
- De l'enseignement du piano, Conseils aux élèves et aux professeurs. (1874) (Rééd. Hachette/Bnf mars 2018)
- De l'enseignement du piano, Conseils aux femmes professeurs (1874)(Rééd. Hachette/Bnf mars 2018)